# Nasjonal Sikkerhetsmyndighet
Le Nasjonal Sikkerhetsmyndighet (NSM, en français Autorité de sécurité nationale) est un service de renseignement norvégien chargé de la sécurité nationale. Il identifie des objets d’importance stratégique pour le pays (par exemple la compagnie pétrolière nationale Equinor) et cherche à réduire leur vulnérabilité aux menaces intérieures et extérieures. Il s’occupe aussi de sécurité informatique et de cryptographie.